# Japan Open Tennis Championships 2011 - Qualificazioni singolare
Le qualificazioni del singolare  del Japan Open Tennis Championships 2011 sono state un torneo di tennis preliminare per accedere alla fase finale della manifestazione. I vincitori dell'ultimo turno sono entrati di diritto nel tabellone principale. In caso di ritiro di uno o più giocatori aventi diritto a questi sono subentrati i lucky loser, ossia i giocatori che hanno perso nell'ultimo turno ma che avevano una classifica più alta rispetto agli altri partecipanti che avevano comunque perso nel turno finale.

## Giocatori

### Teste di serie
1. Ryan Sweeting (primo turno)
2. Lu Yen-hsun (ultimo turno)
3. Karol Beck (primo turno)
4. Ryan Harrison (qualificato)

1. Michael Berrer (ultimo turno)
2. Dudi Sela (qualificato)
3. Rainer Schüttler (ultimo turno)
4. Matthew Ebden (qualificato)

### Qualificati
1. Dudi Sela
2. Matthew Ebden

1. Marco Chiudinelli
2. Ryan Harrison

## Tabellone qualificazioni

### Sezione 1
|  | Primo turno | Primo turno       | Primo turno       | Primo turno | Primo turno |  |  | Ultimo turno | Ultimo turno      | Ultimo turno | Ultimo turno | Ultimo turno |  |
|  |             |                   |                   |             |             |  |  |              |                   |              |              |              |  |
|  | 1           | Ryan Sweeting     | Ryan Sweeting     | 3           | 2           |  |  |              |                   |              |              |              |  |
|  |             | Marinko Matosevic | Marinko Matosevic | 6           | 6           |  |  |              | Marinko Matosevic | 64           | 6            | 4            |  |
|  |             | Amir Weintraub    | Amir Weintraub    | 2           | 4           |  |  | 6            | Dudi Sela         | 7            | 3            | 6            |  |
|  | 6           | Dudi Sela         | Dudi Sela         | 6           | 6           |  |  |              |                   |              |              |              |  |

### Sezione 2
|  | Primo turno | Primo turno     | Primo turno     | Primo turno | Primo turno |  |  | Ultimo turno | Ultimo turno  | Ultimo turno | Ultimo turno | Ultimo turno |  |
|  |             |                 |                 |             |             |  |  |              |               |              |              |              |  |
|  | 2           | Lu Yen-hsun     | Lu Yen-hsun     | 6           | 6           |  |  |              |               |              |              |              |  |
|  | Alt         | Riccardo Ghedin | Riccardo Ghedin | 1           | 0           |  |  | 2            | Lu Yen-hsun   | 6            | 65           | 5            |  |
|  | WC          | Hiroyasu Ehara  | Hiroyasu Ehara  | 2           | 6           |  |  | 8            | Matthew Ebden | 2            | 7            | 7            |  |
|  | 8           | Matthew Ebden   | Matthew Ebden   | 6           | 78          |  |  |              |               |              |              |              |  |

### Sezione 3
|  | Primo turno | Primo turno       | Primo turno       | Primo turno | Primo turno |  |  | Ultimo turno | Ultimo turno      | Ultimo turno      | Ultimo turno | Ultimo turno |  |
|  |             |                   |                   |             |             |  |  |              |                   |                   |              |              |  |
|  | 3           | Karol Beck        | Karol Beck        | 4           | 1           |  |  |              |                   |                   |              |              |  |
|  |             | Marco Chiudinelli | Marco Chiudinelli | 6           | 6           |  |  |              | Marco Chiudinelli | Marco Chiudinelli | 7            | 6            |  |
|  |             | Greg Jones        | 3                 | 6           | 2           |  |  | 5            | Michael Berrer    | Michael Berrer    | 65           | 4            |  |
|  | 5           | Michael Berrer    | 6                 | 4           | 6           |  |  |              |                   |                   |              |              |  |

### Sezione 4
|  | Primo turno | Primo turno       | Primo turno      | Primo turno | Primo turno |  |  | Ultimo turno | Ultimo turno     | Ultimo turno | Ultimo turno | Ultimo turno |  |
|  |             |                   |                  |             |             |  |  |              |                  |              |              |              |  |
|  | 4           | Ryan Harrison     | 6(1)             | 6           | 6           |  |  |              |                  |              |              |              |  |
|  | WC          | Yasutaka Uchiyama | 7                | 2           | 4           |  |  | 4            | Ryan Harrison    | 65           | 5            |              |  |
|  | WC          | Hiroki Moriya     | Hiroki Moriya    | 3           | 6(1)        |  |  | 7            | Rainer Schüttler | 7            | 3            | r            |  |
|  | 7           | Rainer Schüttler  | Rainer Schüttler | 6           | 7           |  |  |              |                  |              |              |              |  |